# Beggars Banquet
Beggars Banquet je sedmé britské a deváté americké studiové album britské rockové skupiny The Rolling Stones, které vyšlo v prosinci 1968 u vydavatelství Decca (Spojeném království) a London/ABKCO (Spojené státy). Tato nahrávka představovala návrat k bluesovým kořenům, od kterých skupina krátce upustila v době experimentování s psychedelickou hudbou na albech Between the Buttons a Their Satanic Majesties Request. Skupina na desku nahrála směs žánrů od klasické rock and rollu, přes blues, až k akustickému country. Pro některé písně použila několik netradičních a exotických hudebních nástrojů jako např. sitár, mellotron, shekere nebo konga.
Brian Jones, zakladatel a původní „leader“ skupiny, byl ve studiu během nahrávání stále nespolehlivější kvůli nadměrnému užívání drog, kterému odebíralo kreativitu a chuť do práce. Toto album se stalo právě posledním, které vyšlo za jeho života, ačkoliv se sám částečně podílel na nahrávání následujícího Let It Bleed, které však vyšlo několik měsíců po jeho tragické smrti. Téměř všechny doprovodné a hlavní kytarové party nahrál Keith Richards, dalším kytaristou a hlavním skladatelem písní se stal Mick Jagger; který společně s Richardsem napsal všechny skladby, vyjma jedné, kterou napsal Robert Wilkins. Rytmický doprovod zajistil basista Bill Wyman a bubeník Charlie Watts, ačkoli všichni členové přispěli hrou na různé nástroje. Stejně jako u většiny alb z tohoto období hrál na mnoha skladbách pianista Nicky Hopkins, který se skupinou spolupracoval až do roku 1973. Jednalo se o první studiové album skupiny, které produkoval producent Jimmy Miller, jenž stál u zrodu dalších desek Stones i v následujících čtyřech letech.
Album Beggars Banquet se stalo jedno z nejlépe prodávaných alb, zejména ve Spojených státech (5. příčka prodejnosti) a ve Velké Británie (3. příčka prodejnosti), a několikrát bylo zařazeno na retrospektivní seznamy „Greatest Albums“. Ačkoliv album postrádalo tzv. „hit singl“, písně jako "Sympathy for the Devil" a "Street Fighting Man" se staly rádiovými hity po celá desetiletí.
Jako jedno z nejuznávanějších alb skupiny se dodnes umisťuje na mnoha seznamech a anketách „Greatest Albums“, včetně umístění v žebříčku 500 největších alb všech dob od amerického časopisu Rolling Stone a uvedení do síně slávy cen Grammy.
Barry Feinstein vytvořil pro desku obal s fotografií počmárané záchodové zdi. Společnost Decca Records tento návrh odmítla jako vulgární a nakonec album vyšlo v čistě bílém obalu, na kterém byly název skupiny a desky vyvedeny černým psacím písmem, evokujícím pozvánku na banket. Teprve při reedici v roce 2002 byla použita původní podoba obalu.
„Věci na Satanic Majesties se hodně liší od těch na Beggars Banquet. Byl jsem už k smrti otrávenej těma sračkama, co do nás valil guru Maharishi, všema těma korálkama a zvonečkama. Kdoví odkud se to všechno vzalo, ale myslím, že ta muzika byla reakcí na to, co jsme v té době prožívali. Pak ale přišla pořádná porce reality. Pobyt ve vězení… Jistě, dá vám to prostor k přemýšlení… Byl jsem kurva nasranej na to, že nás zavřeli. Dobře pudeme dál a tyhle věci od sebe odkopneme. V muzice z týhle doby je pořádná dávka zloby.“
Keith Richards

## Seznam skladeb
| Pořadí | Název                  | Autor             | Délka |
| ------ | ---------------------- | ----------------- | ----- |
| 1.     | Sympathy for the Devil | (Jagger/Richards) | 6:18  |
| 2.     | No Expectations        | (Jagger/Richards) | 3:56  |
| 3.     | Dear Doctor            | (Jagger/Richards) | 3:28  |
| 4.     | Parachute Woman        | (Jagger/Richards) | 2:20  |
| 5.     | Jigsaw Puzzle          | (Jagger/Richards) | 6:06  |
| 6.     | Street Fighting Man    | (Jagger/Richards) | 3:16  |
| 7.     | Prodigal Son           | (Wilkins)         | 2:51  |
| 8.     | Stray Cat Blues        | (Jagger/Richards) | 4:38  |
| 9.     | Factory Girl           | (Jagger/Richards) | 2:09  |
| 10.    | Salt of the Earth      | (Jagger/Richards) | 4:48  |

## Obsazení
The Rolling Stones
- Mick Jagger – zpěv (všechny skladby), doprovodné vokály ("Dear Doctor"), harmonika ("Parachute Woman"), rumba koule ("Street Fighting Man", "Stray Cat Blues")
- Keith Richards – elektrická kytara, akustická kytara, slide guitar ("Salt of the Earth”, “Jigsaw Puzzle"), baskytara ("Sympathy for the Devil", "Street Fighting Man", "Stray Cat Blues"), doprovodné vokály ("Sympathy for the Devil", "Dear Doctor", "Salt of the Earth"), zpěv ("Salt of the Earth")
- Brian Jones – slide guitar ("No Expectations"), akustická kytara ("Parachute Woman"), harmonika ("Dear Doctor", "Parachute Woman", "Prodigal Son"), mellotron ("Jigsaw Puzzle", "Stray Cat Blues"), sitár ("Street Fighting Man"), tampura ("Street Fighting Man"), doprovodné vokály ("Sympathy for the Devil")
- Bill Wyman – baskytara, kontrabas ("Dear Doctor"), doprovodné vokály ("Sympathy for the Devil"), shekere ("Sympathy for the Devil"), rumba koule ("Sympathy for the Devil")
- Charlie Watts – bicí, claves ("No Expectations"), tamburína ("Dear Doctor"), tabla ("Factory Girl")

Doprovodní hudebníci
- Nicky Hopkins – klavír ("Sympathy for the Devil", "No Expectations", "Dear Doctor", "Jigsaw Puzzle", "Street Fighting Man", "Stray Cat Blues", "Salt of the Earth"), mellotron ("Factory Girl"), Farfisové varhany ("No Expectations")
- Rocky Dzidzornu – kongo ("Sympathy for the Devil", "Stray Cat Blues", "Factory Girl")
- Ric Grech – housle ("Factory Girl")
- Dave Mason – shehnai ("Street Fighting Man")
- Jimmy Miller – doprovodné vokály ("Sympathy for the Devil")
- Watts Street Gospel Choir – doprovodné vokály ("Salt of the Earth")
- Anita Pallenbergová, Marianne Faithfullová – doprovodné vokály ("Sympathy for the Devil")